# لروی آباندا
لروی آباندا (انگلیسی: Leroy Abanda؛ زادهٔ ۷ ژوئن ۲۰۰۰) بازیکن فوتبال اهل فرانسه است.
از باشگاه‌هایی که در آن بازی کرده‌است می‌توان به باشگاه فوتبال آ.ث. میلان اشاره کرد.